# Bartolomeo Tiberino
Bartolomeo Tiberino (fl. XVII secolo) è stato uno scultore italiano.

## Biografia
Non si conoscono gli estremi di nascita e morte di questo artista. Da un quadro datato 1645 del Santuario della Santissima Pietà di Cannobio si rileva che fu "intagliatore da Milano abitante in Arona". Fu un uomo di fiducia della famiglia Borromeo, per la quale eseguì nel 1648 un rilievo degli edifici donati al nuovo monastero della Visitazione. Nel 1649 fu autore del bastione Monastero, mentre due anni più tardi diresse i lavori di adattamento della casa colonica nel convento dei Cappuccini del borgo di Arona.
Molte delle sue opere sono presenti in diverse chiese del Piemonte orientale e del Ticino, come l'altare della parrocchiale di Bironico, Cannobio, Trobaso, Arona, Borgnone e il Sacro Monte di Orta.